# Drimys myrtoides
Drimys myrtoides är en tvåhjärtbladig växtart som beskrevs av Friedrich Ludwig Diels. Drimys myrtoides ingår i släktet Drimys och familjen Winteraceae. Inga underarter finns listade.